# مطياف ضوئي

مطياف

المطياف الضوئي أو المطياف أو منظار الطيف أو كاشف الطيف أو المطياف البصري أو مكشاف الطيف أو منظار التحليل الطيفي (المقابل الإنجليزي للمصطلحات هو optical spectrometer وقد يكون أيضاً spectrophotometer أو spectrograph أو spectroscope، وجميعها تصف الجهاز نفسه) هو مقياس الطيف يستخدم من أجل قياس خواص الضوء في مجال محدد من الطيف الكهرومغناطيسي من أجل دراسة وتحديد المواد في علم المطيافيات. يمكن من خلال الجهاز تحديد طيف الانبعاث والامتصاص ومعرفة طول الموجة والشدة الضوئية للخطوط الطيفية.
كان العالم جوزيف فون فراونهوفر أول من طور جهاز المطياف؛ ثم استفاد كل من غوستاف روبرت كيرشهوف وروبرت بنسن من المطياف والذي ساهم في اكتشاف عنصري السيزيوم والروبيديوم؛ بالإضافة إلى التمكن من إضافة شرح كيميائي لظاهرة الخطوط الطيفية الفلكية بما في ذلك خطوط فراونهوفر.

## تركيب المطياف

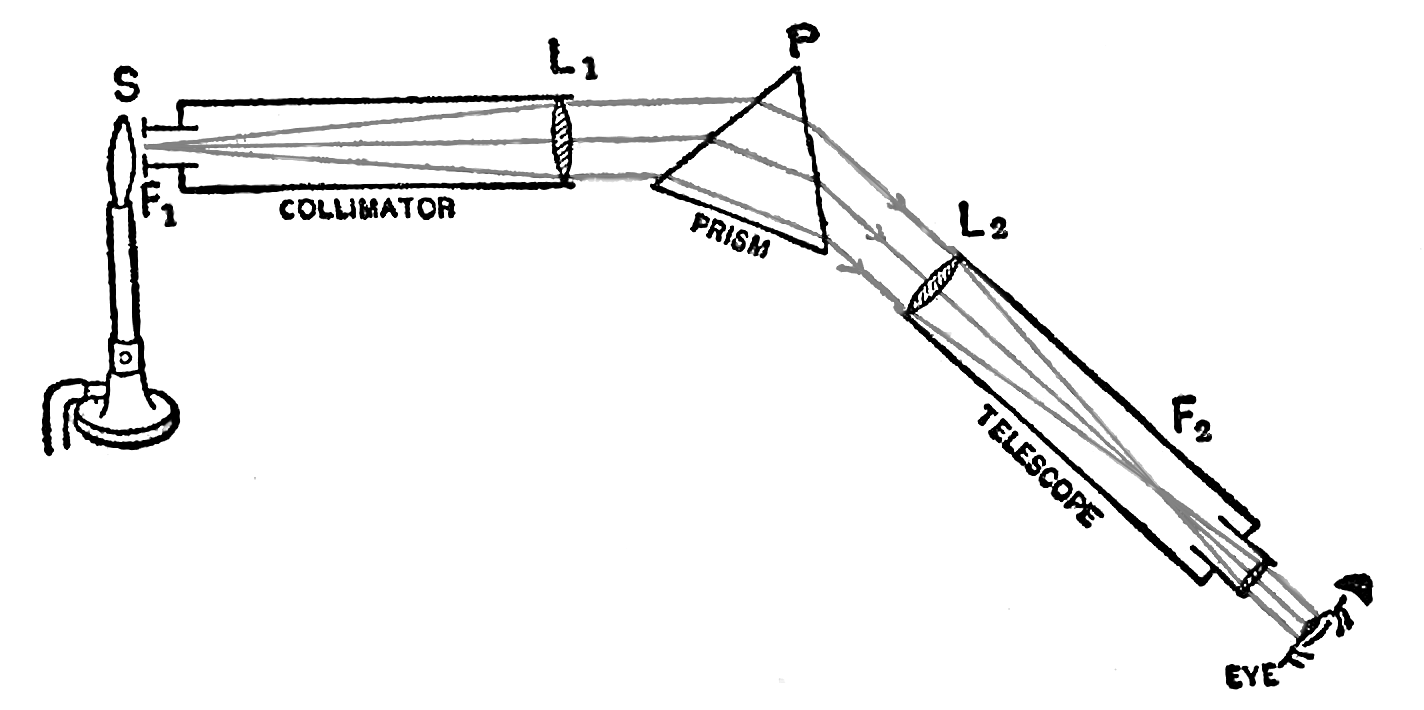
مطياف بسيط

يتكون المطياف الضوئي البسيط من الأجزاء الآتية:
- S مصدر الضوء المطلوب تعيين طيفه
- ينفذ شعاع المصدر خلال فتحة رأسية ضيقة F1 من أجل تكوين شعاعا ساقطا أشعته متوازية يسقط على العدسة L1
- موشور زجاجي P لكسر الشعاع المطلوب تحليله،
- تخرج الأشعة من الموشور محللة (منفصلة) طبقا للونها وتسقط على عدسة ثانية L2 لتخرج من عدسة مخرج المطياف (عند العين)،
- عدسة خروج الأشعة تمكن من رؤية خطوط الطيف بالعين وقياسها. كما يمكن الاستعاضة عنها بوضع عدسة ثالثة في طريق الأشعة واستقبال الإشعة على حائل أو مقياس ضوئي.

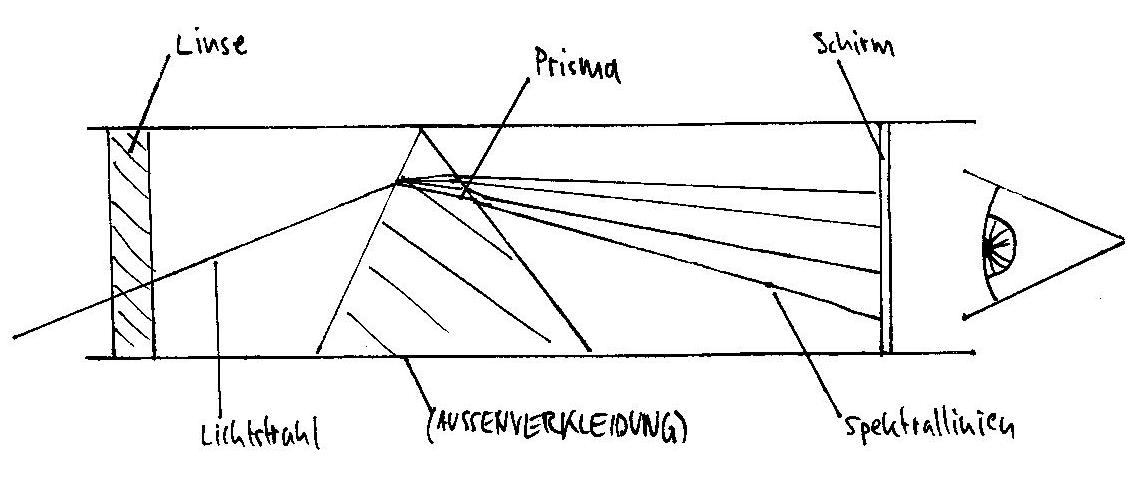

بغرض قياس الزوايا بين خطوط الطيف الناشئة تكون العدسة L2 للتلسكوب متحركة ومتكئة على مقياس معلم لأخذ القراءة مباشرة عليه.